# Episodi di Teen Wolf (quarta stagione)
La quarta stagione della serie televisiva Teen Wolf, composta da 12 episodi, è stata trasmessa sul canale statunitense MTV dal 23 giugno all'8 settembre 2014.
Negli Stati Uniti, il decimo episodio Monstrous è stato trasmesso in anteprima il 24 agosto 2014, prima degli MTV Video Music Awards.
In Italia, la stagione è stata trasmessa sul canale satellitare Fox dal 25 novembre 2014 al 20 gennaio 2015. È stata trasmessa in chiaro dal 14 dicembre al 29 dicembre 2016 su Rai 4.
A partire da questa stagione entrano nel cast principale Shelley Hennig e Arden Cho, mentre al termine della stagione ne esce Tyler Hoechlin.
Gli antagonisti principali sono il Benefattore, Kate Argent e Peter Hale.
| nº | Titolo originale      | Titolo italiano | Prima TV USA      | Prima TV Italia  |
| -- | --------------------- | --------------- | ----------------- | ---------------- |
| 1  | The Dark Moon         | La luna nera    | 23 giugno 2014    | 25 novembre 2014 |
| 2  | 117                   | 117             | 30 giugno 2014    | 2 dicembre 2014  |
| 3  | Muted                 | Muto            | 7 luglio 2014     | 9 dicembre 2014  |
| 4  | The Benefactor        | Il Benefattore  | 14 luglio 2014    | 16 dicembre 2014 |
| 5  | I.E.D.                | Disturbi        | 21 luglio 2014    | 23 dicembre 2014 |
| 6  | Orphaned              | Gli orfani      | 28 luglio 2014    | 30 dicembre 2014 |
| 7  | Weaponized            | Il virus        | 4 agosto 2014     | 31 dicembre 2014 |
| 8  | Time of Death         | Ora del decesso | 11 agosto 2014    | 31 dicembre 2014 |
| 9  | Perishable            | La lista        | 18 agosto 2014    | 6 gennaio 2015   |
| 10 | Monstrous             | Il piano        | 24 agosto 2014    | 13 gennaio 2015  |
| 11 | A Promise to the Dead | Berserker       | 1º settembre 2014 | 20 gennaio 2015  |
| 12 | Smoke and Mirrors     | Fumo e specchi  | 8 settembre 2014  | 20 gennaio 2015  |

## La luna nera
- Titolo originale: The Dark Moon
- Diretto da: Russell Mulcahy
- Scritto da: Jeff Davis

### Trama
Stiles e Lydia si recano in Messico alla ricerca di una famiglia di cacciatori spagnoli che stavano cacciando Derek. Inizialmente tentano di scambiare Derek con 50.000 dollari, quando questo tentativo fallisce, Scott, Kira e Malia si scontrano con i loro scagnozzi ma inutilmente poiché, poco dopo, verranno sconfitti dai cacciatori grazie all'utilizzo di strozzalupo. Araya, la cacciatrice, cerca di scoprire i poteri di Banshee di Lydia e lo stato di Alfa di Scott porgendole delle domande, ma non ritenendosi soddisfatta utilizzerà un metodo più violento nell'interrogatorio di Scott. Araya rivela che qualcuno ha attaccato i suoi uomini e liberato Derek e Scott, tramite una visione sotto l'effetto dell'elettroshock, capisce che Kate Argent è ancora viva ed è lei la responsabile. Scott racconta a Malia e Kira di Kate e dell'attacco vendicativo di Peter che avrà probabilmente causato la trasformazione dell'ex-cacciatrice. I ragazzi, guidati da Braeden, si mettono in marcia verso la Iglesia, una chiesa misteriosa sorta su un tempio azteco e sopravvissuta ad un terremoto, presto però la jeep subirà un guasto e Scott si dirigerà da solo insieme a Braeden verso l'Iglesia. Lydia, Stiles, Kira e Malia rimangono a riparare la jeep e vengono attaccati da dei misteriosi animali. Nel contempo anche Scott e Braeden vengono attaccati ma Scott riesce a scacciare le creature con il suo ruggito da Alpha. Nel tempio azteco Scott e Breaden trovano Derek, che adesso ha l'aspetto di un teenager.
- Guest star: Jill Wagner (Kate Argent), Ian Bohen (Peter Hale), Ivonne Coll (Araya Calavera), Meagan Tandy (Braeden), Ian Nelson (Derek da giovane), Ivo Nandi (Severo).
- Non accreditati: John Klarner (Cory), Andrew Hernandez (Clubber).
- Ascolti USA: telespettatori 2 184 000[3]

## 117
- Titolo originale: 117
- Diretto da: Christian Taylor
- Scritto da: Eoghan O'Donnell

### Trama
La scena si apre su un giovane Peter che dice ad un giovane Derek di imparare a controllare i suoi istinti usando un artefatto chiamato Triskelion. Nel presente, Kate uccide brutalmente un impiegato in una stazione di servizio, mostrando di non sapersi controllare durante la trasformazione. Scott e i suoi amici, tornati dal Messico, portano Derek da Deaton, il quale non sembra in grado di aiutarli in quanto non era mai successo un caso simile. Lydia resta alla clinica con Deaton e Derek mentre gli altri tornano a casa. Il mattino dopo Deaton scopre che Derek guarisce più rapidamente del normale, inoltre ha la febbre molto alta e il battito cardiaco estremamente accelerato. Mentre tentano di scoprire cosa stia succedendo, Derek si sveglia disorientato e confuso, attacca Deaton e poi scappa. Viene ritrovato dopo da due agenti vicino ai resti di villa Hale e si scopre che anche la sua memoria è tornata ai tempi del liceo, prima dell'incendio che ha distrutto la sua famiglia. Scott è costretto allora ad allearsi con Peter per sventare il piano di Kate, che ha bisogno del Derek che ancora si fidava di lei per entrare nella cripta degli Hale, nascosta sotto il liceo di Beacon Hills, per trovare il Triscele e imparare così a controllarsi. Scott, Peter, Malia e Kira incontrano di nuovo le creature che li hanno attaccati in Messico, che Peter identifica come Berserker, pericolosi guerrieri impossibili da battere. Scott, Kira e Malia combattono contro i due Berserker ma vengono facilmente sconfitti. Peter si confronta con Kate e Derek nella cripta, dove rivela che il Triscele non è altro che un oggetto su cui Derek si focalizzava ma che non era sufficiente per aiutarlo, e che il ragazzo imparò a controllarsi trovando un'ancora su cui focalizzarsi che lo tenesse legato al suo lato umano, nel suo caso la rabbia. Percependo il pericolo, Derek corre ad aiutare Scott e gli altri combattendo contro i Berseker. Peter affronta Kate, ma vengono interrotti da un misterioso individuo che li acceca con delle granate luminescenti. Mentre Kate scappa, l'individuo ruba una valigetta dalla cassaforte della cripta e se ne va lasciando Peter stordito. I Berserker scappano richiamati da Kate, mentre Derek in seguito allo scontro ha ripreso le sue vere sembianze, tuttavia adesso ha gli occhi gialli e non più azzurri. Stiles e Lydia trovano Peter nella cripta, il quale dice loro che la faccenda del Triscele era solo una scusa: approfittandosi di Kate qualcuno ha rubato dalla cripta dei titoli per il valore di 117 milioni di dollari. Si è trattata quindi di una rapina.
- Guest star: Linden Ashby (Sceriffo Stilinski), Ian Bohen (Peter Hale), Seth Gilliam (Alan Deaton), Jill Wagner (Kate Argent), Ian Nelson (Derek da giovane), Michael Fjordbak (Peter da giovane), Matthew Del Negro (Rafael McCall), Tom T. Choi (Ken Yukimura), Jeff Skowron (Briggs), Ryan Kelley (Jordan Parrish), Lou Ferrigno Jr. (Agente Haigh).
- Ascolti USA: telespettatori 1 558 000[4]

## Il Muto
- Titolo originale: Muted
- Diretto da: Tim Andrew
- Scritto da: Alyssa Clark

### Trama
Uscito di casa per cercare il suo cane, un ragazzo di nome Sean rientra e trova tutta la sua famiglia morta, uccisa da un uomo senza bocca con un'ascia. Il ragazzo poi scappa e arriva in ospedale. A scuola, Malia fa fatica a seguire le lezioni, mentre i genitori di Kira vogliono ritornare a vivere a New York, ma la ragazza non vuole per via di Scott. Stiles e Scott devono affrontare le selezioni per la squadra di lacrosse. Durante la selezione, un ragazzo si distingue, Liam, e Scott non è più sicuro del suo ruolo di capitano. Stiles pensa che il nuovo arrivato sia un lupo mannaro e i due lo mettono alla prova, ma durante l'allenamento Liam si fa male e viene portato in ospedale. Nel frattempo Kira, grazie alle sue abilità, viene presa in squadra, inoltre lei e Scott affermano finalmente la loro relazione baciandosi. Nel frattempo Malia e Stiles, studiando gli appunti di matematica di Lydia, scoprono che la ragazza non ha preso appunti ma ha scritto, forse inconsciamente, quello che sembra un codice informatico. Intanto Lydia si reca nella casa della strage e insieme a Parrish scopre uno scantinato pieno di cadaveri. Scott, venuto a saperlo, vuole parlare con il ragazzo sopravvissuto che è ricoverato in ospedale. La madre di Scott, Melissa, si reca nella stanza di Sean e lo trova mentre mangia un ufficiale. Il ragazzo la attacca ma arriva Scott a salvarla. Sean scappa ma nella fuga incontra Liam e lo porta sul tetto. Scott lo insegue e Sean rivela di essere un Wendigo, un mutaforma cannibale. Durante la lotta, Liam cade dal tetto rimanendo appeso al bordo. Scott prova a salvarlo, ma viene ostacolato da Sean. Poco dopo, l'uomo senza bocca uccide il Wendigo ma, per salvare Liam, Scott è costretto a morderlo.
- Guest star: Melissa Ponzio (Melissa McCall), Linden Ashby (Sceriffo Stilinski), Ian Bohen (Peter Hale), Orny Adams (Bobby Finstock), Meagan Tandy (Braeden), Tamlyn Tomita (Noshiko Yukimura), Glenn McCuen (Sean Walcott), Joseph Gatt (Il Muto), Dylan Sprayberry (Liam Dunbar), Mason Dye (Garrett), Todd Williams (Dr. Geyer), Tom T. Choi (Ken Yukimura), Ryan Kelley (Jordan Parrish), Rahnuma Panthaky (Ms. Fleming).
- Ascolti USA: telespettatori 1 554 000[5]

## Il Benefattore
- Titolo originale: The Benefactor
- Diretto da: Russell Mulcahy
- Scritto da: Jeff Davis e Ian Stokes

### Trama
Scott e Stiles portano Liam a casa del primo, ma il ragazzo scappa prima che possano spiegargli la situazione. Intanto Peter viene attaccato dal Muto, il quale lo informa che Derek è il prossimo. Il giorno dopo, Malia e Stiles si preparano per la luna piena, mentre Lydia e Kira cercano di decifrare il codice informatico che la Banshee ha scritto negli appunti di Malia. Intanto Liam inizia a manifestare i poteri da lupo mentre Scott e Stiles cercano inutilmente di guadagnarsi la sua fiducia per aiutarlo in vista del plenilunio. Lydia suggerisce allora di convincerlo a venire alla sua casa sul lago facendolo attirare con l'inganno da Kira con una presunta festa. Al lago, Stiles scopre che Liam è stato espulso dalla sua precedente scuola dopo aver distrutto l'auto di un suo insegnante, lasciando intendere quindi che il ragazzo ha un temperamento piuttosto irascibile. Nel frattempo Derek cura la ferita di Peter, che gli mostra un guanto perso dal Muto durante la lotta. Derek porta il guanto allo sceriffo, e l'agente Parrish identifica l'oggetto, insieme al tomahawk (l'ascia dell'uomo), come equipaggiamento militare. Liam viene portato alla casa sul lago, dove i ragazzi gli spiegano la situazione, finché sia il ragazzo che Malia non iniziano a perdere il controllo. Tuttavia Liam ha avvertito un amico e altri ragazzi dicendo loro della finta festa, perciò Lydia è costretta a intrattenere gli ospiti mentre Stiles nasconde Malia in cantina e Scott e Kira portano Liam nella rimessa delle barche. Intanto Parrish, Stilinski e Derek scoprono che il Muto è un sicario assunto da qualcuno chiamato il Benefattore, e non è l'unico. Infatti alla festa un licantropo viene ucciso da un'amica di Liam, anch'ella un sicario del Benefattore. Nel frattempo Liam, approfittando di un momento di intimità fra Kira e Scott, riesce a scappare. Malia lotta contro i suoi istinti omicidi, ma Stiles, data la sua esperienza col Nogitsune, riesce ad aiutarla a controllare la trasformazione. Derek e Stilinski trovano il Muto a scuola, dove riescono a disarmarlo. Tuttavia Peter, per vendicarsi, lo uccide. Scott viene attaccato da Liam, ma l'intervento di Chris Argent, tornato dalla Francia, lo salva. Liam dice a Scott che ha paura che i suoi genitori lo vedranno come un mostro, proprio come quando ha distrutto l'auto dell'insegnante. Scott lo rassicura dicendogli che un licantropo non è un mostro e che inoltre lui non è solo. Nel frattempo Lydia, grazie alle sue abilità, ha trovato la chiave per decifrare il codice: Allison. Si scopre che il file è una lista di tutti gli esseri soprannaturali di Beacon Hills, che qualcuno per ragioni sconosciute sembra voler uccidere.
- Guest star: JR Bourne (Chris Argent), Linden Ashby (Sceriffo Stilinski), Ian Bohen (Peter Hale), Joseph Gatt (Il Muto), Dylan Sprayberry (Liam Dunbar), Mason Dye (Garrett), Susan Walters (Natalie Martin), Khylin Rhambo (Mason), Ryan Kelley (Jordan Parrish), Samantha Logan (Violet).
- Altri interpreti: Brent King (Demarco Montana).
- Ascolti USA: telespettatori 1 719 000[6]

## Disturbi
- Titolo originale: I.E.D.
- Diretto da: Jennifer Lynch
- Scritto da: Angela L. Harvey
- Guest star: Ana Mulvoy-Ten

### Trama
Violet e Garrett, i due sicari dell'episodio precedente, danno la caccia ad una giovane lupa mannara ferita, Carrie Hudson, finché non riescono ad ucciderla. Scott e Stiles mostrano la lista degli esseri soprannaturali allo Sceriffo, arrivando alla conclusione che i 117 milioni rubati dalla cripta degli Hale vengono utilizzati per finanziare i sicari. Capiscono inoltre che il lupo ucciso alla festa era stato attirato lì, perciò l'assassino deve essere uno studente. Tuttavia Lydia ha decifrato solo una parte del codice, servono infatti altre due chiavi per decodificare interamente il file. Malia tenta di aiutare la ragazza ma fallisce, e le due decidono di rivolgersi a Meredith, la Banshee che vive alla Eichen House. Intanto Liam scopre che la sua prima partita si terrà contro la sua vecchia squadra, che non gli ha perdonato ciò che ha fatto all'auto del suo vecchio insegnante nonché coach. Analizzando le foto delle vittime, Stiles scopre che l'assassino è un giocatore di Lacrosse. Parlandone con Scott e Liam, quest'ultimo rivela ai ragazzi che a pagare i fusti di birra alla festa era stato Garrett, capendo che è lui l'assassino, e che intende colpire di nuovo alla partita. Con l'aiuto di Violet infatti ha preparato un'arma intrisa di un particolare tipo di strozzalupo. Liam inoltre rivela che soffre di I.E.D, disturbo esplosivo intermittente, per questo non riesce a controllare la sua rabbia. Intanto Derek, parlando con Chris Argent, rivela che da quando ha riottenuto le sue sembianze ha iniziato a perdere i suoi poteri, a cominciare dall'olfatto. Durante la partita Scott, Kira e Stiles tengono d'occhio Liam per evitare che venga sopraffatto dalla rabbia, impedendo allo stesso tempo a Garrett di uccidere qualcun altro, ma nello scontro Liam e un giocatore avversario si fanno male, lasciando intendere che il bersaglio sia proprio il giovane Beta. Nel frattempo Meredith si reca alla centrale dove rivela a Lydia e Malia dei numeri che si rivelano un indizio decisivo per decifrare la seconda chiave: Aiden. Si scopre così che Brett, il ragazzo che si è fatto male insieme a Liam, è sulla lista ed è un lupo mannaro, nonché il vero bersaglio degli assassini. Il ragazzo infatti, paralizzato dallo strozzalupo, viene attaccato da Violet. Scott lo trova negli spogliatoi ma ancora vivo in quanto la ragazza, benché le sia stato proibito, vuole uccidere l'Alpha poiché è il più difficile da eliminare. Tuttavia viene facilmente sconfitta. Nel frattempo Lydia scopre che sulla lista c'è anche il nome dell'agente Parrish. Chris riceve la visita di Araya e Severo della famiglia Calavera, i quali rivelano che Breaden è sparita, probabilmente presa da Kate, e propongono a Chris di lavorare insieme per fermare la sorella.
- Guest star: JR Bourne (Chris Argent), Linden Ashby (Sceriffo Stilinski), Orny Adams (Bobby Finstock), Ivonne Coll (Araya Calavera), Dylan Sprayberry (Liam Dunbar), Mason Dye (Garrett), Khylin Rhambo (Mason), Samantha Logan (Violet), Ivo Nandi (Severo), Tom T. Choi (Ken Yukimura), Ryan Kelley (Jordan Parrish), Ana Mulvoy-Ten (Carrie Hudson), Cody Saintgnue (Brett Talbot), Maya Eshet (Meredith Walker).
- Ascolti USA: telespettatori 1 610 000[7]

## Gli orfani
- Titolo originale: Orphaned
- Diretto da: Russell Mulcahy
- Scritto da: Jeff Davis

### Trama
L'agente McCall riconosce Violet come un membro degli Orfani, un gruppo di serial killer adolescenti. Garrett attacca e avvelena Liam, rinchiudendolo in un pozzo, usandolo come un ostaggio per costringere Scott ad aiutarlo a liberare Violet dalla polizia. Ma Kate e i Berserker hanno già rapito Violet, e Garrett viene ucciso da uno dei Berserker. Derek chiede aiuto a Malia nel tentativo di cercare il branco di licantropi guidati da Satomi, una dei più vecchi licantropi ancora in vita e una vecchia amica della madre di Kira. Lydia, Stiles e il Vice Sceriffo Parrish vanno all' Eichen House nel tentativo di ottenere l'aiuto di Meredith nel cercare l'ultima password; ma lei si rifiuta dicendo che il Benefattore le ha ordinato di non aiutarli più. Scott e Chris si scontrano con Kate e i Berserker, ma vengono facilmente sconfitti; durante il combattimento, Scott scopre che Violet è stata già uccisa. Kate richiama i Berserker, non volendo uccidere Chris. Derek e Malia riescono a trovare il branco di Satomi, ma ormai sono tutti morti; qui trovano anche Braeden che è rimasta ferita da un colpo da arma da fuoco. Liam ululando chiama Scott, che riesce a sentirlo e a liberarlo dal pozzo. Stiles e Lydia suppongono che le chiavi di decrittazione siano nomi di persone morte. Tuttavia, poiché nessun nome ha funzionato per decifrare la terza parte della Dead Pool, intuiscono che la terza chiave possa essere il nome di una persona che presto morirà. Lydia scrive "DEREK" e la lista si rivela nella sua interezza. Compaiono i nomi di Liam e Malia. Il Vice sceriffo Parrish informa Lydia e Stiles che Meredith si è suicidata. Scott e Stiles trovano i soldi che Garrett e Violet hanno ricevuto dal Banefattore per i loro omicidi e, tra questi, una cassetta. Peter si offre di insegnare a Kate come controllare le sue trasformazioni, in cambio del suo aiuto per riottenere i suoi soldi e il suo potere.
- Guest star: JR Bourne (Chris Argent), Melissa Ponzio (Melissa McCall), Linden Ashby (Sceriffo Stilinski), Ian Bohen (Peter Hale), Orny Adams (Bobby Finstock), Seth Gilliam (Alan Deaton), Jill Wagner (Kate Argent), Meagan Tandy (Braeden), Matthew Del Negro (Rafael McCall), Dylan Sprayberry (Liam Dunbar), Mason Dye (Garrett), Khylin Rhambo (Mason), Samantha Logan (Violet), Ryan Kelley (Jordan Parrish), Aaron Hendry (L. Brunski), Maya Eshet (Meredith Walker), Cody Saintgnue (Brett Talbot).
- Altri interpreti: Rahnuma Panthaky (Mr. Fleming), Josh Wingate (Fahey).
- Non accreditati: Lily Mariye (Satomi Ito).
- Ascolti USA: telespettatori 1 565 000[8]

## Il virus
- Titolo originale: Weaponized
- Diretto da: Tim Andrew
- Scritto da: Alyssa Clark

### Trama
In un laboratorio, un lupo mannaro Beta muore apparentemente avvelenato, mentre un uomo di fronte a lui osserva la scena compiaciuto.Derek porta Braeden ferita all'ospedale. Un virus specificatamente sviluppato per uccidere i licantropi viene rilasciato durante un esame, e la scuola è messa in quarantena con Scott, Stiles, Kira e Malia al suo interno. Deaton si incontra con Satomi nella clinica veterinaria; lei gli spiega che il suo intero branco è stato infettato dal virus, mentre lei è l'unica immune. Dopo avere effettuato un'autopsia a uno dei licantropi morti, Deaton intuisce che il virus è una versione modificata e potenziata del cimurro canino, una malattia mortale per i lupi. Con l'aiuto di Satomi, intuiscono che le spore dei funghi Reishi sono la cura. Un altro assassino, la donna che ha ferito Braeden, attacca Derek e Satomi all'ospedale, ma viene uccisa rapidamente da Satomi. Scott, Malia, e Kira stanno morendo a causa del virus, e si nascondono nella cripta Hale perché non riescono a controllare i loro poteri. Stiles scopre che l'assassino conosciuto come "il Chimico", un insegnante che supervisionava l'esame, è responsabile del rilascio del virus. L'agente McCall salva Stiles sparando al Chimico, che era sul punto di ucciderlo. Usando le poche forze rimaste, Scott usa la sua visione da Alpha per cercare le spore del fungo e rompere il vaso, rilasciando così le spore che li curano dal virus. Malia si allontana dagli altri dopo aver scoperto che lei è in realtà Malia Hale, la figlia di Peter.
- Guest star: Melissa Ponzio (Melissa McCall), Linden Ashby (Sceriffo Stilinski), Orny Adams (Bobby Finstock), Seth Gilliam (Alan Deaton), Meagan Tandy (Braeden), Matthew Del Negro (Rafael McCall), Susan Walters (Natalie Martin), James Urbaniak (Simon\Il chimico), Lily Mariye (Satomi Ito), Tom T. Choi (Ken Yukimura), Nicole Pulliam (Dott.ssa Wentz).
- Altri interpreti: Claire Bryétt Andrew (Sidney), Ryan Christiansen (Reed).
- Ascolti USA: telespettatori 1 747 000[9]

## Ora del decesso
- Titolo originale: Time of Death
- Diretto da: Jann Turner
- Scritto da: Angela L. Harvey

### Trama
Kira, Liam, Scott e Stiles iniziano il loro piano per scoprire l'identità del Benefattore. Scott viene dichiarato morto, e i suoi amici hanno 45 minuti prima che lui muoia permanentemente. Derek confessa a Braeden che ha ormai perso tutti i suoi poteri; Braeden gli insegna come usare le armi e combattere senza i suoi poteri, seguito poi da un loro incontro passionale. Scott è in preda a continue allucinazioni in cui Liam lo incoraggia ad accettare la sua natura da licantropo, e cerca di convincerlo che lui può uccidere gli assassini. Nelle prime due allucinazioni, Liam fallisce nel convincere Scott, e viene ucciso dal Muto; nel terzo, Scott uccide Liam con il tomahawk del Muto. Malia confusa cerca di ottenere informazioni da Peter sulla sua famiglia, specialmente sulla sua madre biologica; Peter le dice che sta cercando di trovarla, ma ha bisogno del suo aiuto. Kate e i Berserker irrompono nell'ospedale con lo scopo di scoprire se Scott è veramente morto, ma Chris è in grado di convincerla ad andarsene; tuttavia la madre di Kira viene ferita da uno dei Berserker. Lydia scopre delle importanti informazioni sulla sua deceduta nonna che le fanno pensare che anche lei fosse una Banshee. Scott e Kira intuiscono che il Benefattore può essere una Banshee. Lydia scopre che sua nonna scrisse parte del codice delle taglie, scoprendo un altro messaggio con lo stesso codice, portandola a chiedersi se sua nonna sia veramente morta.
- Guest star: JR Bourne (Chris Argent), Melissa Ponzio (Melissa McCall), Ian Bohen (Peter Hale), Jill Wagner (Kate Argent), Meagan Tandy (Braeden), Tamlyn Tomita (Noshiko Yukimura), Matthew Del Negro (Rafael McCall), Joseph Gatt (Il Muto), Dylan Sprayberry (Liam Dunbar), Todd Williams (Dr. Geyer), Susan Walters (Natalie Martin).
- Ascolti USA: telespettatori 1 681 000[10]

## La lista
- Titolo originale: Perishable
- Diretto da: Jennifer Lynch
- Scritto da: Eric Wallace

### Trama
Il Vice sceriffo Parrish viene bruciato vivo da Haige, ma rimane illeso e poi aggredisce il suo "collega": questo lo inserisce nel mondo sovrannaturale, ma non è ancora chiaro di che creatura si tratta. Scott, Derek, Lydia e Parrish capiscono che la lista delle taglie è accessibile a chiunque. Intuendo che la nonna di Lydia potrebbe essere la chiave per scoprire l'identità del Benefattore, Stiles e Lydia intuiscono che il codice scritto dalla nonna è un'altra lista di nomi, incluso quello della nonna di Lydia; con l'aiuto di Parrish, capiscono che tutti i nomi della nuova lista erano di pazienti morti suicidi all'Eichen House. Stiles e Lydia si dirigono all'Eichen House per controllare dei file, ma vengono attaccati dall'infermiere Brunski, facendo presuppore che lui sia il Benefattore. Scott, Liam e Malia vanno al falò annuale a scuola, ma è una trappola, la musica annebbia i loro sensi rendendoli come ubriachi, permettendo agli uomini della sicurezza (che lavorano con il collega di Parrish) di catturarli. Derek e Braeden riescono a salvarli, mentre Parrish salva Stiles e Lydia da Brunski, intuendo che tutti i suicidi della lista erano omicidi commessi da quest'ultimo. Parrish spara a Brunski, uccidendolo, e Lydia capisce che non era lui il Benefattore. Meredith Walker entra nella stanza, ancora viva, e rivela di essere lei il Benefattore.
- Guest star: Linden Ashby (Sceriffo Stilinski), Orny Adams (Bobby Finstock), Meagan Tandy (Braeden), Dylan Sprayberry (Liam Dunbar), Khylin Rhambo (Mason), Ryan Kelley (Jordan Parrish), Lou Ferrigno Jr. (Agente Haige), Maya Eshet (Meredith Walker), Aaron Hendry (L. Brunski), Brandon Boyce (Dr. Vandenburg).
- Altri interpreti: Tom Billett (Guardia giurata).
- Non accreditati: Stephanie Blair (Lorraine Martin), Catherine Black (Maddy).
- Ascolti USA: telespettatori 1 484 000[11]

## Il piano
- Titolo originale: Monstrous
- Diretto da: J. D. Taylor
- Scritto da: Jeff Davis e Ian Stokes

### Trama
Kira salva Brett Talbot e la sorella Lori da un gruppo di cacciatori, in quanto i loro nomi sono sulla lista delle taglie. Scott va alla clinica veterinaria, riunendosi con Kira e incontrando Satomi e il suo branco. Stiles e Malia dopo essersi riconciliati scoprono che la cassetta lasciata dalla nonna di Lydia venne registrata alla casa sul lago. Nel frattempo, Lydia riesce a parlare a Meredith ma lei vuole parlare solo con Peter. Meredith conobbe Peter mentre lui era in coma insieme a lei all'ospedale. Lydia scopre che durante il periodo in ospedale, Meredith ascoltando i pensieri di Peter, in particolare il piano di assumere degli assassini per uccidere tutte le creature soprannaturali e creare una nuova stirpe a sua immagine, decise di attuare lei il piano. I cacciatori trovano il branco di Satomi e Braeden, Chris, Derek, Kira e Scott combattono contro di loro. Durante il combattimento, Scott sta per trasformarsi in una nuova forma mentre aggredisce un cacciatore, ma si ferma quando arriva un messaggio di resa al cacciatore. Stiles e Malia scoprono dei vecchi server nella casa sul lago che inviano i pagamenti della lista delle taglie e grazie alle istruzioni di Lydia, riescono a spegnere il sistema, mettendo fine alla caccia. Peter incontra Kate e nonostante sia rimasto turbato dall'incontro con Meredith, lui intende continuare con il suo piano per uccidere Scott e ottenere i suoi poteri da Alpha.
- Guest star: JR Bourne (Chris Argent), Melissa Ponzio (Melissa McCall), Linden Ashby (Sceriffo Stilinski), Ian Bohen (Peter Hale), Jill Wagner (Kate Argent), Meagan Tandy (Braeden), Dylan Sprayberry (Liam Dunbar), Lily Mariye (Satomi Ito), Ryan Kelley (Jordan Parrish), Cody Saintgnue (Brett Talbot), Maya Eshet (Meredith Walker), Brandon Boyce (Dr. Vandenburg).
- Altri interpreti: Lily Bleu Andrew (Lori).
- Non accreditati: Aaron Hendry (Brunsky), Anthony Molinari (Cacciatore).
- Ascolti USA: telespettatori 1 438 000[12]

## Berserker
- Titolo originale: A Promise to the Dead
- Diretto da: Tim Andrew
- Scritto da: Jeff Davis e Ian Stokes

### Trama
Dopo aver fatto rinchiudere ad Eichen House un wendigo che stava per uccidere e mangiare una ragazza, Deaton va a trovare un paziente in un'ala segreta della casa psichiatrica, un uomo con tre occhi chiamato Dr. Valack, per scoprire cosa Kate abbia fatto a Derek. Il veterinario ottiene le informazioni guardando nel terzo occhio dell'uomo, ma dopo essere andato in stato di trance finisce in coma, in seguito Lydia lo aiuterà ad uscirne. Nel frattempo Chris è riuscito a tracciare Kate nelle fogne, ma qui trova ad aspettarlo Peter che lo impala al muro con una sbarra di ferro lasciandolo vivo. L'uomo viene trovato da Parrish che, facendo leva sulla sua rabbia, lo sprona ad aiutarlo a liberarlo dalla sbarra. Facendo ciò gli occhi di Parrish brillano per la prima volta. Liam è rimasto sconvolto dall'incontro con i Berserker, e continua a rivederli ovunque, non capendo se sono frutto della sua immaginazione o se lo seguono davvero. Verrà aiutato a controllare la sua paura da Brett, il lupo del branco di Satomi, come debito nei confronti di Scott che gli ha salvato la vita. Intanto Melissa scopre il borsone che Scott teneva sotto il letto contenente i soldi delle taglie, e spinge il figlio a ridarli a Derek. Scott invita Kira al primo appuntamento, che ha organizzato a casa di Derek, ma vengono interrotti da Kate e un Berserker, e dopo un estenuante lotta vengono sconfitti e portati nel seminterrato della chiesa in Messico. Derek, Braeden, Stiles e lo Sceriffo Stilinski trovano la casa di Derek distrutta, subito dopo Lydia grazie alle sue capacità di Banshee e alla visione del Dr Deaton chiamano Stiles e gli dicono che Scott e Kira sono nella chiesa in Messico. Peter chiede a Malia di uccidere Kate e lui in cambio gli dirà chi è la lupa del deserto, ovvero sua madre. L'episodio finisce con Kate che sta praticando un rituale per trasformare Scott in un Berserker per usarlo contro i suoi amici.
- Guest star: JR Bourne (Chris Argent), Melissa Ponzio (Melissa McCall), Linden Ashby (Sceriffo Stilinski), Ian Bohen (Peter Hale), Orny Adams (Bobby Finstock), Seth Gilliam (Alan Deaton), Jill Wagner (Kate Argent), Meagan Tandy (Braeden), Dylan Sprayberry (Liam Dunbar), Khylin Rhambo (Mason), John Posey (Conrad Fenris), Steven Brand (Gabriel Valack), Ryan Kelley (Jordan Parrish), Cody Saintgnue (Brett Talbot).
- Altri interpreti: Claire Bryétt Andrew (Sidney), Mark Elias (Patrick), Dakota Gorman (Kalissa), Jake Mateo (Arbitro).
- Ascolti USA: telespettatori 1 293 000[13]

## Fumo e specchi
- Titolo originale: Smoke and Mirrors
- Diretto da: Russell Mulcahy
- Scritto da: Jeff Davis

### Trama
Kira si risveglia nei tunnel sotto La Iglesia. Scott, diventato un Berserker, la attacca e la pugnala sotto ordine di Kate, la quale spiega che dopo essersi trasformata era stata istintivamente attirata lì e aveva trovato i Berserker ad aspettarla, capendo dopo un po' come crearne lei stessa. Stiles, Derek, Malia, Liam, Braeden e Peter partono per La Iglesia. Lydia e Mason vengono attaccati da un Berserker a scuola e tenuti prigionieri nel seminterrato. Lydia capisce che Kate non vuole che aiuti gli altri. Liam inizia a perdere il controllo a causa della luna piena, ma Stiles e Derek lo aiutano a mantenere la calma. Aiutata dall'allucinazione della madre Noshiko, Kira riesce a stimolare il suo potere di guarigione. Il branco arriva a La Iglesia, ma vengono attaccati da Scott/Berserker. Derek rimane ferito gravemente e Braeden rimane con lui per proteggerlo mentre gli altri seguono Scott nella chiesa. Stiles trova Kira nei tunnel, che gli rivela cosa ha fatto Kate, mentre Peter, Liam e Malia riescono a sopraffare Scott; fortunatamente, Stiles e Kira li fermano prima che lo uccidano, rivelando la trasformazione. Scott attacca Liam, ma il Beta riesce a farlo rinsavire in modo che riesca a togliersi l'armatura da Berserker, rompendo così il sortilegio di Kate e tornando sé stesso. Intanto a Beacon Hills, lo Sceriffo Stilinski entra nel seminterrato della scuola e fa esplodere il Berserker, liberando Lydia e Mason. A La Iglesia, Braeden viene attaccata da Kate e l'altro Berserker, ma Chris, Parrish e i Calavera arrivano come rinforzi. In mezzo al caos, Derek muore a causa delle ferite. Quando però Kate e Araya stanno per attaccarsi, appare un lupo nero che attacca Kate ferendola brutalmente. Il lupo poi si trasforma in Derek, che rivela che la sua "morte" temporanea era in realtà il suo corpo che si evolveva. Il ragazzo ha di nuovo i poteri e adesso può trasformarsi in un lupo completo come facevano sua madre e sua sorella. Ferita, Kate scappa nei tunnel. Nella chiesa, Scott capisce che Peter lavora con Kate in quanto sa troppo sui Berserker. Peter rivela il suo piano e attacca Scott. Inizialmente in difficoltà, alla fine Scott abbraccia la sua vera natura per difendere Liam e libera il suo potere da Alfa sconfiggendo Peter. Dopo lo scontro, Chris si unisce ai Calavera per dare la caccia a Kate mentre Braeden torna a occuparsi del suo caso precedente, la lupa del deserto. Lydia dà a Parrish una copia del bestiario degli Argent e si offre di aiutarlo a capire che tipo di creatura sia. Noshiko informa Kira che il padre ha modificato il pezzo di ossidiana da lei usato per attivare la guarigione in una stella ninja, la quale rappresenta la sua prima coda da Kitsune. Peter viene rinchiuso nell'ala segreta di Eichen House, in stanza col Dr. Valack. Dopo aver guardato nel terzo occhio di Valack, Peter inizia ad urlare terrorizzato, e la stagione si conclude ripercorrendo l'uscita dalla stanza fino alla fine del corridoio di Eichen House con tutte le sue creature che strillano dalle loro celle.
- Guest star: JR Bourne (Chris Argent), Linden Ashby (Sceriffo Stilinski), Ian Bohen (Peter Hale), Orny Adams (Bobby Finstock), Jill Wagner (Kate Argent), Ivonne Coll (Araya Calavera), Meagan Tandy (Braeden), Tamlyn Tomita (Noshiko Yukimura), Dylan Sprayberry (Liam Dunbar), Khylin Rhambo (Mason), Steven Brand (Gabriel Valack), Ivo Nandi (Severo), Tom T. Choi (Ken Yukimura), Ryan Kelley (Jordan Parrish).
- Altri interpreti: Erik Porn (Burattinaio).
- Nota: l'episodio ha una durata di 51 minuti, 11 in più rispetto ad un episodio regolare. Nella versione italiana trasmessa da Fox, tuttavia, l'episodio ha subito dei tagli per una durata di 11 minuti circa, in modo che l'episodio potesse essere trasmesso nel suo slot regolare.
- Ascolti USA: telespettatori 1 543 000[14]